# Bojtor László
Bojtor László (Budapest, 1985. szeptember 17. –) magyar labdarúgó, jelenleg a Pátyi SE játékosa. Posztja támadó középpályás.

## Pályafutása
2012 júniusában távozott az Egri FC csapatától.